# Хэллоуин: 20 лет спустя
«Хэллоуин: 20 лет спустя» (англ. Halloween: 20 Years Later, стилизовано как «Halloween H20») — американский слэшер 1998 года режиссёра Стива Майнера, седьмая часть киносериала «Хэллоуин». Главные роли сыграли Джейми Ли Кёртис, Джош Хартнетт, Адам Аркин, Мишель Уильямс и LL Кул Джей, Джоди Лин О’Киф, Джанет Ли и Джозеф Гордон-Левитт появились в эпизодах. События картины игнорируют сюжет предыдущих трёх частей о Джейми Ллойд — фильм является «мягким» перезапуском франшизы, продолжая историю первых двух частей серии. Лори Строуд страдает от посттравматического стресса — много лет назад она имитировала свою смерть, и теперь живёт под новым именем Кери Тейт и возглавляет частную школу в Калифорнии. Премьера в США состоялась 5 августа 1998 года — картины получила смешанные отзывы критиков, а общие кассовые сборы достигли $55 миллионов при бюджете в $17 миллионов. В 2002 году вышло прямое продолжение картины — «Хэллоуин: Воскрешение».

## Сюжет
В городе Лэнгдон, штата Иллинойс, после своего обычного рабочего дня медсестра Мэрион Уиттингтон возвращается домой и обнаруживает, что стеклянное окошко её двери разбито. Мэрион не решается зайти в дом и отправляется за помощью к ближайшим соседям — подросткам Джимми и Тони. Джимми звонит в полицию, после чего сам идёт проверить, что же случилось в доме Мэрион. В доме Джимми никого не обнаруживает, однако следы присутствия постороннего человека налицо — многие вещи разбросаны и поломаны. После того, как выяснилось, что в доме никого нет, Мэрион заходит в него.
Дома Мэрион понимает, что разгром был устроен с конкретной целью — некто искал дело Лори Строуд 20-летней давности. Женщина осознаёт, что в её доме по-прежнему присутствует чужой. Далее, выйдя на улицу, Мэрион в спешке пытается укрыться в доме своих соседей. Там она обнаруживает Джимми мёртвым — убит коньком. Она бросается вон из дома, но на входе находит второго подростка мёртвым и встречается лицом к лицу с Майклом Майерсом. В это же время, в её дом по соседству заглядывает полиция, вызванная ранее — женщина пытается кричать, но Майерс перерезает ей горло. После этого убийца садится в автомобиль, который ранее оставил неподалёку и уезжает. Через время, на место преступления прибывают детективы. Они обсуждают историю Майерса, и один из них говорит, что хорошо помнит эту историю двадцатилетней давности и то, что тело Майкла так и не было обнаружено.
В это время Майкл Майерс, узнав о судьбе своей сестры Лори Строуд, которую ныне зовут Кери Тейт, а работает она директором частной школы в городе Саммер Гленн на севере Калифорнии, отправляется на её поиски. Лори со времён событий 20-летней давности так и не удалось избавиться от навязчивых ночных кошмаров и иллюзии того, что ей периодически видится Майкл Майерс. Она давно развелась и живёт со своим 17-летним сыном Джоном, который учится в той же школе. Свои страхи Лори пытается унять с помощью алкоголя, что тщательно скрывает.
Близится очередной Хэллоуин, и Лори начинает чувствовать себя особенно напряжённо, ввиду чего даже первоначально не отпускает своего сына Джона в школьный поход. По определёнными причинам друзья Джона — Молли, Чарли и Сара — также не идут в поход и решают остаться в школе и отпраздновать там Хэллоуин. С ними также остаётся и Джон, которого Лори всё-таки потом отпустила, но он тайно от неё остался в школе. Помимо них в школе остались сама Лори Строуд, её бойфренд Вил Бреннан и охранник Ронни. Вскоре к школе подъезжает сам Майкл Майерс.
Лори получает несколько материнских советов от Нормы, прежде чем уйти с работы на выходные, и позже тем же вечером раскрывает Уиллу свою истинную личность, пока Майкл приезжает в школу. Он быстро убивает Чарли и Сару, прежде чем напасть на Джона и Молли, которых спасают Лори и Уилл, а Майкл и Лори впервые за 20 лет встречаются лицом к лицу. Уилл случайно стреляет в Ронни (который патрулировал коридор), когда принимает тень Ронни за Майкла, и Майкл убивает Уилла, пока Уилл и Лори осматривают тело Ронни.
Лори удаётся доставить Джона и Молли в безопасное место, и, понимая, что она никогда не будет в безопасности от Майкла, пока он жив, решает встретиться с Майклом лицом к лицу. Лори наносит Майклу множество ударов ножом и сталкивает его с балкона. Она готовится ударить его снова, но Ронни (который пережил стрельбу) останавливает её. Власти прибывают на место происшествия и загружают Майкла в фургон коронера, но Лори, зная, что Майкл все ещё жив, крадёт фургон, чтобы убить его навсегда. Майкл просыпается и нападает на Лори, которая жмёт на тормоза, в результате чего Майкл вылетает через лобовое стекло. Когда Майкл снова поднимается, Лори бьёт его фургоном, прежде чем они оба скатываются с крутой насыпи. Лори, выпав из фургона, обнаруживает Майкла, зажатого между фургоном и деревом. Майкл тянется к Лори, которая на мгновение испытывает жалость к своему брату, прежде чем она, наконец, обезглавливает его топором.

## В ролях
| Актёр                | Роль                         |
| -------------------- | ---------------------------- |
| Крис Дуранд          | Майкл Майерс                 |
| Джейми Ли Кёртис     | Лори Строуд / Кэри Тейт      |
| Джош Хартнетт        | Джон Тейт                    |
| Адам Аркин           | Уилл Бреннан                 |
| Мишель Уильямс       | Молли Картевелл              |
| Л.Л. Кул Джей        | Рональд «Ронни» Джонс        |
| Адам Хэнн-Бёрд       | Чарльз «Чарли» Деверо        |
| Джоди Лин О'Киф      | Сара Уэйнтроуп               |
| Джанет Ли            | Норма Уотсон                 |
| Джозеф Гордон-Левитт | Джимми Хауэлл                |
| Нэнси Стивенс        | Мэрион Уиттингтон            |
| Брэндон Уильямс      | Тони Аллегре                 |
| Денди Биллингслеа    | детектив Фицсиммонс          |
| Мэтт Уинстон         | Мэтт Сэмпсон                 |
| Лариса Миллер        | Клаудия                      |
| Эммели Томпсон       | Кейси                        |
| Лайза Гэй Гамильтон  | Ширли Джонс (голос)          |
| Том Кэйн             | доктор Сэм Лумис (голос)     |
| Джон Кассини         | офицер Энди                  |
| Джоди Вуд            | офицер Бобби                 |
| Стив Майнер          | школьный финансовый советник |

## Производство

### Сценарий
Изначальная идея седьмого фильма пришла из второй части задумки Дэниэла Фаррандса перед началом производства фильма «Хэллоуин 6: Проклятие Майкла Майерса», которую позже переписали в сюжет под названием «Майкл Майерс: Повелитель мертвецов» (англ. Michael Myers: Lord Of The Dead). События развивались сразу же после предыдущего фильма, когда Томми Дойл узнаёт, что весь город Хэддонфилд был вовлечён в заговор вокруг Майкла Майерса. Фаррандс для этого вдохновлялся фильмами «Плетённый человек», «Попутчик» и «Ребёнок Розмари», а также рассказом Шерли Джексон «Лотерея» и отклонённой концепцией Денниса Этчисона для картины «Хэллоуин 4: Возвращение Майкла Майерса», но в итоге отказался от задумки, отметив, что «мне действительно надоело наблюдать, как мой очередной сценарий меняют до неузнаваемости — особенно если речь идёт о „Хэллоуине“». После этого свою сценарную идею под названием «Хэллоуин 7: Два лика Зла» (англ. Halloween 7: Two Faces Of Evil) представил Роберт Заппиа: Майкл Майерс охотился на учениц женской частной школы, а в конце выяснялось, что убийца был имитатором Майерса. Фильм должен был выйти сразу на видео. Поклонники сразу же сравнили такой сюжетный поворот с «Молчанием ягнят». Сюжет менялся несколько раз и в конечном итоге Лори Строуд стала частью истории, а фильм получил названием «Хэллоуин: Кровные узы» (англ. Halloween: Blood Ties).
Итоговый сценарий седьмого фильма был основан на идее сценариста и продюсера серии фильмов «Крик» Кевина Уильямсона, а в качестве названия было выбрано «Хэллоуин 7: Месть Лори Строуд» (англ. Halloween 7: The Revenge Of Laurie Strode). Изначально Уильямсона наняли, чтобы написать сценарий, который бы продолжить историю предыдущих шести фильмов, чтобы сохранить хронологию событий. Уильямсон предложил, что Лори сымитировала свою смерть и придумала себе новую личность, объясняя отсутствие персонажа в четвёртой части: в его сценарии был эпизод, в котором студент Хиллкреста (это была ранняя концепция персонажа Сары Уэйнтроуп) делает доклад о Майкле Майерсе и упоминает смерть Джейми Ллойд — в картине должны были использоваться флешбеки из четвёртой, пятой и шестой частей серии. Тогда же Лори впервые узнаёт о смерти дочери — она убегает в туалет, где её тошнит. Хотя Уильямсон не указан во вступительных титрах как сценарист, он проделал большую работу над полировкой итоговой версии сценария, внося изменения в диалоги и придумывая новые сцены. Сюжет четвёртой, пятой и шестой частей серии в итоге был проигнорирован в новом фильме, однако причины того, как Майкл и доктор Лумис пережили взрыв в госпитале в финале «Хэллоуин 2», в фильме тоже не озвучены.
Когда Джейми Ли Кёртис согласилась вернуться к роли Лори, то возникла следующая проблема: Кёртис требовала, чтобы фильм был последним в серии, но у Мустафы Аккада в его договоре об авторских правах на франшизу был пункт, который юридически не позволял сценаристам убить Майкла Майерса. Всего за несколько недель до начала съёмок Кёртис уже была готова отказаться от участия в съёмках, в то время как Кевин Уильямсон придумал сюжетную линию, где Майкл вырубает фельдшера, попутно ломая ему гортань, и меняется с ним одеждой. В итоге Кёртис согласилась сниматься, но при условии, что фильм будет иметь закрытый финал, а сюжетная линия с подставой фельдшера если и будет снята, то в фильме показана не будет и кадры из неё будут использоваться в будущем продолжении, если такое будет выпущено. Вся сюжетная линия в итоге почти не была снята. Хотя она была целиком воспроизведена в 8-м фильме «Хэллоуин: Воскрешение», но почти все кадры из неё снимались в рамках последнего: по словам режиссёра монтажа Патрика Люссье, единственный кадр, который сняли в рамках седьмого фильма, был тот где Лори за рулём фургона выезжает за ворота академии, после чего на переднем плане проходит Майкл в униформе фельдшера.

### Режиссура
Джон Карпентер был одним из главных кандидатов на место режиссёра фильма — Джейми Ли Кёртис очень хотела собрать вместе съёмочную группу, работавшую над первой картиной. Долгое время ходили слухи, что Карпентер отказался из-за того, что хотел полного творческого контроля над проектом. Но на деле вопрос был в финансовой составляющей — студия «Dimension Films» предложила ему гонорар в $10 миллионов, и тогда режиссёр потребовал контракт на производство трёх фильмов, получив отказ от братьев Вайнштейн. Карпентер объяснял свои условия тем, что это компенсировало бы сумму, которую он в своё время не получил от доходов первой части — на тот момент, почти 20 лет спустя, этот вопрос по-прежнему оставался камнем преткновения между режиссёром и продюсером серии фильмов Мустафой Аккадом. Получив отказ, Карпентер покинул проект, а место режиссёра занял Стив Майнер.

### Кастинг
«Проект начинался с самых лучших намерений, но в итоге стал лишь способом заработать деньги. В фильме было достаточно хороших идей. Там говорилось об алкоголизме и психологических травмах, но в итоге я снялась в нём ради гонорара».
Джейми Ли Кёртис вернулась к роли Лори Строуд впервые со второй части, согласившись сниматься при условии, что Майкл Майерс умрёт в этой части, и новых продолжений не будет. Голос доктора Лумиса слышен в начале фильма — планировалось, что будет использована оригинальная аудио-дорожка из первого фильма, когда врач говорит с шерифом Брэкеттом, но в итоге роль врача озвучил актёр Том Кейн, чей голос похож на Дональда Плезенса. Фильм посвящён памяти актёра, хотя его имя в титрах написано с ошибкой — «Pleasance». Мать Джейми Ли, Джанет Ли, прославившаяся ролью Мэрион Крэйн в триллере «Психоз» Альфреда Хичкока (1960), сыграла школьного секретаря. Её персонаж водит ту же машину, что и Мэрион, а в одной из сцены звучат отрывки из саундтрека картины Хичкока. Джейми Ли Кёртис хотела, чтобы комедиант Майк Майерс появился в картине в небольшом эпизоде, но актёр отказался.

### Съёмки
Съёмки начались 18 февраля и завершились 20 апреля 1998 года в Лос-Анджелесе. В качестве «Академии Хиллкрест» использовались локации резиденции «Canfield-Moreno Estate», расположенной по адресу «1923 Micheltorena St.» в Силвер-Лейк (этот же дом появился в фильме «Крик 3» в качестве особняка продюсера Джона Милтона), а въезд на территорию академии — в районе Чатсворт; дома Мэрион Чэмбер и Джимми Хоуэлла расположены в Мелроуз-Хилл; район Ла Пуэнте стал городом Саммер Глен, а финал картины снимали в Канога Парк.

### Музыка
Музыку к фильму написал композитор Джон Оттман. Когда глава компании, Боб Вайнштейн услышал законченный материал, ему не понравилась работа Оттмана. Тогда при монтаже была использована музыка из фильмов «Крик» и «Крик 2» Марко Белтрами, который работал над дополнительной музыкой к «Хэллоуину». Позже в документальном фильме «Halloween: 25 Years Of Terror» Джон Оттман выразил своё крайне негативное отношение к данным действиям главы «Dimension Films». 11 февраля 2007 года лейбл «Varese Sarabande» выпустил в США и Германии альбом «Portrait Of Terror» с композициями Оттмана.
В фильме также звучали песни «Mr. Sandman» в исполнении «The Chordettes», «Happy» из репертуара певицы «Sabelle» и «What’s This Life For» рок-группы «Creed».

## Релиз

### Кассовые сборы
Премьера фильма в США состоялась 5 августа 1998 года на площадках 2 607 кинотеатров. До выхода картины «Хэллоуин» (2018), «Хэллоуин: 20 лет спустя» был самой кассовой частью франшизы. При производственном бюджете в $17 миллионов картина собрала $55 041 738 в домашнем прокате. Сборы в Германии составили €3 247 003 — порядка $3 548 860. Мировые сборы добавили 20 миллионов, а общая касса составила $75 миллионов.

### Критика
На сайте «Rotten Tomatoes» у фильма 52 % положительных рецензий на основе 61 рецензии со средней оценкой 5.60 из 10: «Это лучший из сиквелов, но ему всё ещё далеко до оригинала». На «Metacritic» — 52 балла из 100 на основе 20 рецензий. На портале «CinemaScore» у фильма оценка «B−» по шкале от «A+» до «F». На «Кинопоиске» зрительская оценка — 6.3 из 10 на основе 9 218 оценок, а на «Internet Movie Database» — 5.8 из 10 на основе 74 130 оценок (по состоянию на сентябрь 2022 года).
Роджер Эберт из «Chicago Sun-Times» присвоил фильму 2 звезды из 4, а Лоуренс Ван Гелдер из «New York Times» написал, что «одноразовых шуток не так много, а перед вступительными титрами появляется Майкл и показывает, как далеко могут зайти саспенс и острые ощущения… а фильм превращается в рутину», добавляя: «Никого не удивят решения авторов — кто выживет, а кто умрёт». Боб Грэм из «San Francisco Chronicle» похвалил множество отсылок в фильме, а также игру Кёртис, написав: «Слэшеры не без оснований часто кажутся смехотворными, но в данном случае — это очень плохо. Кёртис с её простой, негламурной внешностью, подходит новому образу персонажа и выдаёт яркую игру». В статье для «Austin Chronicle» Марк Савлов написал о фильме: «Майнер пытается наполнить фильм необходимой осенней „дымкой“ оригинала, но сдаётся на полпути и вместо этого прибегает к стандартной формуле „руби-кромсай“. Печально видеть любимого персонажа, возрождённого таким образом; и хотя в какой-то момент на показе зрители действительно восторженно вскакивали с кресел, фильм — при всех его правильных намерениях — слабая тень оригинала».

### Награды и номинации
Джош Хартнетт получил номинацию на премию канала «MTV» 1999 года в категории «Прорыв года» и «Blockbuster Entertainment Award» в категории «Новый любимый актёр».

### Телевизионная версия
В феврале 2003 года канал «FX» показал расширенную версию фильма с эпизодами, не попавшими в театральную версию — релиза этой версии на видеоносителях так и не было, но сцены доступны для просмотра на сайте YouTube.

## Выход на видео

### США и Канада
Фильм на VHS и LaserDisc выпустила компания «Buena Vista Home Video».
19 октября 1999 года «Dimension Films» выпустила фильм на DVD в серии «Dimension Collector’s Series». It was re-released in the US by «Echo Bridge Home Entertainment» переиздала картину 26 апреля 2011 года с соотношением сторон 1.66:1 вместо оригинального 2.35:1. Компания «Echo Bridge» также выпустила фильм в одном издании с картинами «Хэллоуин 6: Проклятие Майкла Майерса» и «Хэллоуин: Воскрешение».
Компания «Alliance» выпустила картину Blu-Ray в Канаде вместе с фильмами «Хэллоуин 6: Проклятие Майкла Майерса» и «Хэллоуин: Воскрешение» 12 января 2010 года. 3 мая 2011 состоялся релиз от «Echo Bridge Home Entertainment» в США — релиз содержал скрытое кашетирование в формате 16:9 и соотношением сторон 2.35:1; звук был представлен в стерео вместо оригинального 5.1 Surround. Издание получило негативные отзывы, портал «Blu-ray.com» назвал его «ужасным по каждому пункту». Это же издание вошло в совместный однодисковый релиз с «шестой частью». Повторный выход фильма на Blu-Ray состоялся 23 сентября 2014 года с оригинальным разрешением 2.35:1 и звуком 5.1 DTS-HD Master Audio в коллекции «Halloween: The Complete Collection» от «Anchor Bay Entertainment» — диск был произведён «Scream Factory» и содержа новые интервью Джейми Ли Кёртис и Стива Майнера, а также видео со съёмок и интервью того времени.
Полный список дополнительных материалов 4K-издания включает в себя:
- Аудиокомментарии режиссёра Стима Майнера и актрисы Джейми Ли Кёртис, модератор — Шон Кларк.
- Короткометражный фильма «Blood Is Thicker Than Water» — история создания и интервью с продюсерами Маликом Аккадом и Полом Фриманом, сценаристом Робертом Заппиа, актёрами Джейми Ли Кёртис, Джошем Хартнеттом и Джоди Лин О’Киф.
- Сцены из фильма с музыкой Джона Оттмана.
- Раритетные интервью и видео со съёмочной площадки.
- Фото-галерея.
- Телевизионный и кинотеатральный ролики.

### Другие страны
Релиз на видео-кассетах в Великобритании состоялся 15 декабря 1998 года. В Великобритании фильм вышел на DVD 22 октября 2001 года, а также был переиздан 25 апреля 2011. Также в 2004 году фильм вошёл в коллекционное издание всей серии из 8 фильмов «Halloween: The Complete Collection».
В России фильм на VHS и DVD выпустила компания «West Video».